# Robert Barth (Historiker)
Robert Barth (* 15. März 1952) ist ein Schweizer Historiker, Bibliotheksdirektor und Professor für Bibliothekswissenschaft an der Fachhochschule Graubünden.

## Leben
Von 1968 bis 1973 besuchte Barth das Bündner Lehrerseminar in Chur. 1973 begann er ein Studium der Allgemeinen Geschichte, Neueren deutschen Literatur, Kirchengeschichte und Neueren französischen Literatur an der Universität Zürich. Von 1978 bis 1984 war er Assistent und Oberassistent an der Theologischen Fakultät der Universität. 1981 promovierte er an der Fakultät phil. I der Universität Zürich.
Zwischen 1984 und 1987 war er Adjunkt an der Stadtbibliothek Winterthur, 1987 bis 1988 Leiter der Hauptbibliothek Zürich-Irchel. Ab 1988 bis 2005 wirkte er als Direktor der Stadt- und Universitätsbibliothek Bern. 1991 wurde er Honorarprofessor an der Universität Bern. 2005 bis zur Emeritierung 2012 war er Professor für Bibliothekswissenschaft und Studienleiter an der Fachhochschule Graubünden.
Robert Barth ist verheiratet und wohnt nach Zürich, Uster und Bern seit 2003 im Zürcher Oberland. 2015 bis 2020 war er Co-Präsident SP Rüti.

## Werke (Auswahl)
- Protestantismus, soziale Frage und Sozialismus im Kanton Zürich 1830 - 1914. Zürich 1981.
- Luzi Michel (1841 - 1876) - Pfarrer, Publizist, Politiker. In: Bündner Monatsblatt, Nr. 11/12, 1984, S. 270–279.
- Freidenker - Monisten - Gottlose. Ein Beitrag zur Geschichte atheistischer Bewegungen in der Schweiz. In: Theologische Zeitschrift, 1985, S. 412–433
- Das Ende der Demokratischen Partei des Kantons Zürich. In: Winterthurer Jahrbuch 1986, S. 31–60.
- Bibliotheken, Bibliothekarinnen und Bibliothekare in der Schweiz. 100 Jahre bibliothekarischer Branchenverband (1897-1997). Vevey 1997.
- [et al] Bern. Die Geschichte der Stadt im 19. und 20. Jahrhundert. Bern 2003.
- Leonhard Ragaz (1868-1945). In: Lienemann, Wolfgang; Mathwig, Frank (Hg.) Schweizer Ethiker im 20. Jahrhundert. Der Beitrag theologischer Denker. Zürich 2005. S. 9–31.
- Primaballerina oder corps de ballet? Die ETH-Bibliothek im Kontext der Schweizer Bibliotheksentwicklung 1980 – 2005. In: Blättern & Browsen. 150 Jahre ETH-Bibliothek. Zürich 2005. S. 95–116
- „Ungesunde Lesewuth“ in Basel. Allgemeine Bibliotheken der GGG 1807 bis 2007. Basel. Schwabe 2006.
- [Hg. et al] Bibliotheksbau in der Schweiz 1985 – 2010. Planung – Nutzung – Ästhetik. (Churer Schriften zur Informationswissenschaft 39). Chur 2010. (PDF)
- Bibliotheken in der Schweiz zwischen Tradition und Innovation. In: B.I.T.online 15 (2012) Nr. 4, S. 350–358.
- Wissenschaftlicher Bibliotheksbau 1990 – 2015 in Deutschland und in der Schweiz: Eine Synopse nach ausgewählten Kriterien. 2015. (PDF)
- L’evoluzione della biblioteca pubblica. In: Rigozzi, Gerardo (Hgr.). Nuovi orizzonti per un antico sapere. Roma 2016. p. 34–41.
- Lesen – eine Erfolgsgeschichte mit Hindernissen. Ein Überblick von den Anfängen der Schrift bis in die heutige Zeit. In: Buch und Bibliothek 75, 12 / 2023, S. 640–643.